# André Prost
Pour les articles homonymes, voir Prost.
Le père André Prost, né le 28 août 1903 à Orgelet (Jura) et mort le 24 mai 1987 à Bry-sur-Marne, est un missionnaire et linguiste africaniste français.
Père blanc, il était membre de la Société des africanistes depuis 1932 et membre-fondateur de la Société des linguistes de l'Afrique occidentale (SLAO).
Il est l'auteur d'une cinquantaine d'ouvrages et d'articles sur les langues d'Afrique de l'Ouest.

## Sélection de publications
- Les Missions des pères blancs en Afrique occidentale avant 1939, 1950
- Les langues mandé-sud du groupe mana-busa, 1953
- Notes sur les Songay, 1954
- La langue sonay et ses dialectes, 1956
- Grammaire toussian, 1957
- Abrégé de langue dagara : Grammaire et dictionnaire, 1958 (en collab.)
- Contribution à l'étude des langues voltaïques, 1964
- La langue des Anufom de Sansanné-Mango (Togo), 1964?
- Le moba, 1967
- La langue lǝghǝma : esquisse grammaticale suivie de textes et d'un glossaire, 1967
- Deux langues voltai͏̈ques en voie de disparition: le wara et le natioro, 1968
- Les parlers dogons, 1969
- Le dogose ou langue des Dogobe ou Doghossié : cercle de Sideradougou (Haute-Volta), 1970
- Le nuni : esquisse grammaticale, textes, vocabulaire Kasem-Nuni
- Éléments de sembla : phonologie, grammaire, lexique, 1971
- Les langues de l'Atakora, dont I : Le wama (1972) ; IV : Le ditammari (1973) ; V : Le yom, langue des Yoowa dits Pila-Pila (1973) ; Le buli (en collab., 1974)
- Description sommaire du koulango (dialecte du Bouna, Côte d'Ivoire), 1974.
- Essai de description grammaticale de la langue boko ou boussa de Segbana (Dahomey), 1976
- Valeur sémantique de la classe Bu dans les langues voltaïques, 1977
- Petite grammaire marka (région de Zaba), 1977
- Le baatonum, 1979
- Le gurenne ou nankan, 1979
- Le kusaal, 1979
- Le viemo : langue des Vievo dits Viguié, 1979
- La langue des Kouroumba ou akurumfe, 1980
- Manuel de langue peule : dialecte du Liptako, Dori, Haute-Volta (en collab. 1982)
- Essai de description grammaticale du dialecte bobo de Tansila, Haute Volta, 1983